# Hakujitsu
«Hakujitsu» (яп. 白日 хакудзицу, «Ясный день») — песня японской группы King Gnu, выпущенная в качестве сингла 22 февраля 2019 года. Является закрывающей композицией дорамы «Невиновность: Адвокат по ложным обвинениям».

## История создания
Дайки Цунэта написал песню для дорамы «Невиновность: Адвокат по ложным обвинениям» по просьбе её продюсера Тэцухиро Огино. Ранее Огино просил песню, которая бы отражала молитвы главного героя за своих клиентов, за их будущее, поскольку, несмотря на то что клиенты невиновны и получают оправдательные приговоры, они подвергаются чрезмерному вниманию со стороны общества.
7 января 2019 года стало известно, что King Gnu исполнит песню для дорамы. Поскольку премьера дорамы намечалась на январь, Цунэта провёл новогодние каникулы в одиночестве, сочиняя песню. Примерно 9 января группа записала композицию в студии. Обычно Цунэта делился демо-записью с другими участниками коллектива, чтобы они могли внести какие-либо улучшения, однако из-за сжатых сроков King Gnu работала над песней в студии четыре дня. 22 февраля 2019 года «Hakujitsu» была издана в цифровом формате на лейбле Ariola Japan.
Цунэта охарактеризовал песню как тёмную и эмоциональную, вспоминая, как он работал один в своей комнате во время новогодних праздников. Также он рассказал, что кончина двух друзей заставила его более сознательно смотреть на жизнь и смерть, повлияв на создание песни.

## Видеоклип
28 февраля 2019 года вышел видеоклип на «Hakujitsu», режиссёром которого выступил Осрин из лейбла Perimetron. Видео снималось в городе Иваки префектуры Фукусима в Helena International — недостроенном отеле, возводившемся в период японского финансового пузыря. Клип, целиком состоящий из кадров выступления King Gnu, выполнен в монохромном сером стиле, исключениями стали название песни в начале, логотип Perimetron и титры в конце. Комментируя простоту видео, Осрин отметил, что оно «опиралось на силу темы песни» и «оказалось произведением искусства».
Видеоклип завоевал награды «Лучшее видео года» и «Лучшее видео дебютанта» (Япония) на церемонии MTV Video Music Awards Japan, которая проводилась 18 сентября 2019 года. Видео набрало более 460 миллионов просмотров.

## Чарты
| Чарт (2019—2020)                | Высшая позиция |
| ------------------------------- | -------------- |
| Global Excl. US (Billboard)     | 192            |
| Japan Hot 100 (Billboard Japan) | 2              |
| Oricon                          | 2              |

| Чарт (2019)                     | Высшая позиция |
| ------------------------------- | -------------- |
| Japan Hot 100 (Billboard Japan) | 4              |
| Oricon                          | 20             |

| Чарт (2020)                     | Высшая позиция |
| ------------------------------- | -------------- |
| Japan Hot 100 (Billboard Japan) | 5              |
| Oricon (цифровые синглы)        | 6              |
| Oricon (стриминг)               | 4              |

| Чарт (2021)                     | Высшая позиция |
| ------------------------------- | -------------- |
| Japan Hot 100 (Billboard Japan) | 31             |

| Чарт (2022)                     | Высшая позиция |
| ------------------------------- | -------------- |
| Japan Hot 100 (Billboard Japan) | 62             |

## Сертификации
| Регион | Сертификация  | Продажи     |
| --- | ------------- | ----------- |
| Япония (RIAJ) | Миллионный    | 1 000 000*  |
| Стриминг |               |             |
| Япония (RIAJ) | Бриллиантовый | 500 000 000 |
| * Данные о продажах приведены только на основе сертификации. · Данные только о прослушиваниях приведены на основе сертификации. |               |             |